# St. Louis Film Critics Association
La St. Louis Film Critics Association (SLFCA) è un'organizzazione di critici cinematografici, fondata nel 2004, operanti in Greater St. Louis e le aree adiacenti di Missouri e Illinois.
Nel dicembre di ogni anno, la St. Louis Film Critics Association si riunisce per votare e assegnare i suoi premi.

## Categorie di premi
Aggiornate al 2024.

### Attuali
- Miglior film
- Miglior film internazionale
- Miglior film d'azione
- Miglior film commedia
- Miglior film d'animazione
- Miglior film horror
- Miglior documentario
- Miglior attore
- Miglior attrice
- Miglior attore non protagonista
- Miglior attrice non protagonista
- Migliori controfigure
- Migliore interpretazione vocale
- Miglior opera prima
- Miglior regista
- Migliore adattamento della sceneggiatura
- Migliore sceneggiatura originale
- Miglior fotografia
- Migliore montaggio
- Migliori musiche
- Migliori effetti speciali
- Miglior scenografia
- Miglior cast
- Migliore scena
- Migliore colonna sonora
- Migliori costumi

### Ritirati
- Miglior canzone (2015-2016)
- Miglior sceneggiatura (2004-2009, diviso in Migliore adattamento della sceneggiatura e Migliore sceneggiatura originale)